# Scaroidana fulvula
Scaroidana fulvula är en insektsart som beskrevs av Henry Fairfield Osborn 1938. Scaroidana fulvula ingår i släktet Scaroidana och familjen dvärgstritar. Inga underarter finns listade i Catalogue of Life.